# Omicidio nel West End
Omicidio nel West End (See How They Run) è un film del 2022 diretto da Tom George.

## Trama
Londra, West End, 1953. Durante i festeggiamenti per la centesima rappresentazione di Trappola per topi, celebre opera teatrale di Agatha Christie, il regista Leo Köpernik, che dovrebbe dirigere l’adattamento cinematografico dell’opera, viene brutalmente assassinato nel backstage del New Ambassadors Theatre, e il suo cadavere rinvenuto sul palco dello stesso teatro. Alla festa erano presenti anche Mervyn Cocker-Norris, celebre drammaturgo impegnato nella sceneggiatura del medesimo film, il produttore John Woolf, la proprietaria del teatro Petula Spencer e i due giovani attori, nonché coniugi, Richard “Dick” Attenborough e Sheila Sim. A presentarsi sulla scena del crimine sono l’ispettore Stoppard e la novellina agente Stalker che cominciano a dedicarsi al caso.
Ben presto, però i due agenti si rendono conto che tutti i presenti alla festa avevano buoni motivi per eliminare Köpernik: Mervyn aveva litigato con il regista a causa della sceneggiatura troppo banale, in risposta alla quale il regista aveva altresì proposto un finale più drammatico ma meno scontato, che a Cocker non era piaciuto; Woolf era ricattato da Köpernik, il quale era a conoscenza che John tradisse la moglie con la sua assistente Ann Saville e per questo lo costringeva a pagargli il soggiorno della suite nella quale il regista era ospite; il giovane Dick aveva litigato la sera stessa con Köpernik a causa delle avance rivolte dal regista nei confronti della moglie Sheila, alla quale aveva spifferato che Woolf fosse più propenso ad offrire il suo ruolo nel film a Grace Kelly, e proprio a causa della rissa che ne era conseguita Köpernik si era recato nel backstage del teatro per cambiarsi gli abiti sporchi; Petula invece, incalzata dalle lettere frequenti di Agatha Christie, aveva spronato Woolf a firmare il contratto con il quale cedeva i diritti dell’opera per la realizzazione dell’adattamento cinematografico e fare quindi in modo che la rappresentazione teatrale finisse il prima possibile, cedendo le responsabilità per un eventuale rivelazione del finale allo stesso Woolf. A tutte le dichiarazioni si aggiunge anche la testimonianza dell’usciere Dennis, che dichiara di aver notato una strana figura entrare e uscire dal teatro.
Tutti i sospettati avevano un valido motivo per assassinare Köpernik e l’agente Stalker giunge puntualmente alle considerazioni più banali, venendo incoraggiata da Stoppard a non saltare subito alle conclusioni. Stalker apprende che Stoppard ha divorziato dalla sua precedente compagna, la quale era rimasta incinta di un altro uomo. Ricordandosi che dopo la lite con Mervyn, Köpernik era stato avvicinato da una donna con un bambino, Stalker comincia a sospettare che l’assassino sia Stoppard, il quale si sarebbe vendicato di Köpernik. La teoria della giovane agente sembra trovare una conferma quando, durante l’ennesima rappresentazione dell’opera, Woolf, Mervyn, il compagno segreto di Mervyn e lo stesso Stoppard escono durante la messa in scena. Stalker li segue e vede l'ispettore disteso sul cadavere di Mervyn, strangolato da una figura misteriosa con un cappotto nero. Stalker insegue l’ispettore e lo colpisce con una pala. Stoppard si risveglia in una cella e scopre di essere stato arrestato per gli omicidi di Köpernik e Cocker. La pista seguita da Stalker si rivela ancora una volta fallace perché la donna rintracciata non è l’ex moglie di Stoppard e l’uomo non ha ucciso Mervyn, ma l’aveva trovato già morto. L’agente viene dimessa dal caso mentre Stoppard cerca prove contro il compagno di Mervyn, un giovane italiano di origini napoletane appassionato di tassidermia.
Nel frattempo Woolf e l’amante, Petula, Dick e Sheila si recano alla villa di Agatha Christie, sostenendo di essere stati invitati per la cena, con sgomento dell'incredulo maggiordomo. Nel frattempo sia Stalker che Stoppard giungono alla stessa conclusione e si recano all’indirizzo dell’assassino, che nel frattempo ha organizzato una trappola proprio nella villa della Christie: si tratta di Dennis Corrigan, l’usciere del teatro. Dennis è infatti uno dei due fratelli da cui è tratta la storia di Trappola per topi, che Agatha Christie ha sfruttato per scrivere l’opera: inizialmente Dennis era contento che la sua storia venisse rappresentata ma ben presto si rese conto che alla gente poco importava del passato dei fratelli Corrigan. Quando venne a conoscenza che l’opera sarebbe divenuta un film decise di uccidere Köpernik affinché il teatro cancellasse lo spettacolo. Quando tutto ciò non successe ma, anzi, l’opera continuò ad essere riprodotta, Dennis decise di uccidere anche Mervyn, ma neppure la seconda morte riuscì a far sì che lo spettacolo venisse cancellato. Adesso l’obiettivo di Dennis è quello di uccidere Agatha Christie, la vera responsabile della rappresentazione della sua storia.
La scrittrice, che ha origliato tutta la conversazione, progetta di avvelenare Dennis con del veleno per topi, presentandosi con del tè, ma l’intervento degli ospiti scombussola il piano e alla fine a bere il liquido avvelenato è il maggiordomo. Stoppard si appresta a raggiungere la villa, segretamente seguito da Stalker, alla quale aveva incaricato di lasciare il suo posto di agente, e, giunto sul luogo, ha uno scontro con Dennis, che sta per assassinare la Christie. Improvvisamente la sequenza finale prende le pieghe dell’epilogo che Köpernik aveva descritto a Mervyn: Sheila lancia una molotov per appiccare un incendio nella villa così che Dennis si distragga e Stoppard possa sparargli; la pistola però si inceppa e Dennis approfitta della situazione per sparare all’ispettore che viene prontamente salvato da Stalker, mentre la Christie uccide Dennis con una randa. Nella scena finale si scopre però che non è stata Stalker ad essere colpita ma lo stesso Stoppard, che viene prontamente soccorso mentre la macchina da presa si sposta inquadrando il maggiordomo morto sul divano, proprio come aveva proposto Köpernik. Nell’ultima scena Stoppard e Stalker (che ha superato l’esame per diventare sergente) si gustano il finale di Trappola per topi mentre Stoppard, rivolgendosi allo spettatore, gli chiede di non rivelare il finale della storia, venendo prontamente rimproverato da Stalker.

## Produzione

### Sviluppo
Nel novembre 2020 è stato annunciato che la Searchlight Pictures avrebbe prodotto un film giallo diretto da Tom George e sceneggiato da Mark Chappell. Il titolo del film è stato rivelato nel luglio dell'anno successivo.

### Riprese
Le riprese principali sono state effettuale a Londra all'inizio della primavera del 2021.

## Promozione
Il primo trailer del film è stato pubblicato il 29 giugno 2022.

## Distribuzione
L'uscita di Omicidio nel West End nelle sale britanniche è avvenuta il 9 settembre 2022, in Italia la sua distribuzione è avvenuta il 29 settembre dello stesso anno, e negli Stati Uniti il giorno dopo.

## Accoglienza

### Critica
Sull'aggregatore Rotten Tomatoes il film riceve il 75% delle recensioni professionali positive con un voto medio di 6,5 su 10 basato su 189 critiche, mentre su Metacritic ottiene un punteggio di 60 su 100 basato su 40 critiche.

## Riconoscimenti
- 2023 - Premio BAFTA[10]
  - Candidatura Miglior film britannico